# Go-Reizei
Go-Reizei (後冷泉天皇, Go-Reizei-tennō; 28 agosto 1025 – 22 maggio 1068) è stato il 70º imperatore del Giappone secondo il tradizionale ordine di successione.

## Biografia
Il suo regno ebbe inizio nel 1045 terminando poi nel 1068. Il suo nome personale era Chikahito-shinnō (親仁親王?, Chikahito-shinnō).
I suoi genitori erano l'imperatore Go-Suzaku e Fujiwara no Kishi (藤原嬉子), figlia di Fujiwara no Michinaga.
Go-Reizei ebbe 3 compagne:
- Akiko/Shōshi (章子内親王) (1026-1105), figlia dell'imperatore Go-Ichijō.
- Fujiwara no Hiroko/Kanshi (藤原寛子) (1036-1127), figlia di Fujiwara no Yorimichi (藤原頼通)
- Fujiwara no Kanshi (藤原歓子) (1021-1102), figlia di Fujiwara no Norimichi (藤原教通)